# Orlando Miguel
Orlando Miguel Rojas González (Havana, 18 de julho de 1969) é um ator cubano - mexicano.

## Biografia
Iniciou sua carreira na tv interpretando o vilão Orlando na novela Lazos de Amor, em 1995. Nos anos seguintes interpretou mais dois vilões nas novelas Sentimientos ajenos e Pueblo chico, infierno grande. Depois começou a alternar entre personagens mocinhos e vilões. 
Também atuou em novelas colombianas, como Ángel de la guarda, mi dulce compañía, Lorena,La marca del deseo e Salvador de mujeres. 
No fim de 2014 faz sua estréia na Telemundo, na novela Tierra de reyes. 

## Carreira

### Telenovelas
- Tierra de reyes (2014-2015) .... Jack Malkovick
- Muchacha italiana viene a casarse (2014-2015) .... Claudio
- Salvador de mujeres (2010) .... Felipe
- La marca del deseo (2008) .... Alfredo Pardo
- Lorena  (2005) .... Gerardo Ferrero '
- Ángel de la guarda, mi dulce compañía (2003) .... Fernando
- La venganza (2002) .... Felipe Rangel
- Cómplices al rescate (2002) .... Pepe
- Carita de ángel (2000-2001) .... Emmanuel
- DKDA: Sueños de juventud (1999-2000) .... Jerónimo Gutierrez Rivera
- El niño que vino del mar (1999) .... Enrique Rodriguez Cáceres de Ribera
- Ángela (1998 - 1999) .... Pedro Solórzano Mateos
- Una luz en el camino (1998) .... Miguel
- Pueblo chico, infierno grande (1997) .... Palemón Morales
- Sentimientos ajenos (1996) .... Darío Mendiola
- Lazos de amor (1995 - 1996) .... Osvaldo Larrea

### Séries
- Como dice el dicho (2014-presente)
- La rosa de Guadalupe (2014-presente)
- Tu Voz Estereo (2011)
- Mujeres al límite (2010) .... Gerardo Morales
- Rosario Tijeras (2010) .... Mr.Robinson
- Terapia de Pareja (2010)
- Tiempo Final (2009) .... El Agente Rodríguez
- Decisiones (2006) .... Varios episodios

## Ligações Externas
- Orlando Miguel. no IMDb.